# マクラーレン・MP4-15
マクラーレン・MP4-15 (McLaren MP4-15) は、マクラーレンが2000年のF1世界選手権に投入したフォーミュラ1カーである。

## 概要
マクラーレンは1999年中にMP4-14を分析し、どのように発展させるか検討をし、テクニカル・ディレクターのエイドリアン・ニューウェイが指揮をして、進化させたマシンである。

## 開発
MP4-14はリアの不安定さが指摘されており、その神経質な挙動をデビッド・クルサードは嫌っていた。それを解消するため、MP4-15ではホイールベースをわずかに長くした。また、MP4-14で採用された新型ギアボックスはシフトチェンジが速くなってはいたものの、熟成不足だったこともあり、ギアボックスが改良されることになった。
ギアボックスとリアサスペンションの改良は、新機軸の排気方法に関係していた。マクラーレンは流行の「上方排気」ではなく、左右の排気管を中央にまとめ、排気ガスをセンターディフューザー内に流し込む「センター・エキゾースト」方式を導入した。通常、スロットルの開閉による排気ガス圧の微妙な変動に伴ってダウンフォースが大きく変化し、結果的にマシンの挙動がナーバスになるのだが、マクラーレンはエンジンとギアボックスのリファインによって、排気ガスの圧力変動を減らすという逆転の発想でこのジレンマの解決を試み、エンジンもパワーアップと軽量化がされている。
フロントノーズは先端が高くなり、ステーが長くなった。ステアリングタイロッドは1999年の前半と同様にアッパーアームの位置になっている。また、リアタイヤ前方には左右それぞれ高さが約20センチメートルの煙突状のラジエター排気用フィン（通称:チムニーダクト）が取り付けられ、リアウィングに向かう気流を乱さないように、その気流と高温の排気を分離する。MP4-14と変わっていないのはサイドポンツーンとステアリングホイールぐらいで、それ以外は全て新設計されたパーツである。

## シーズン

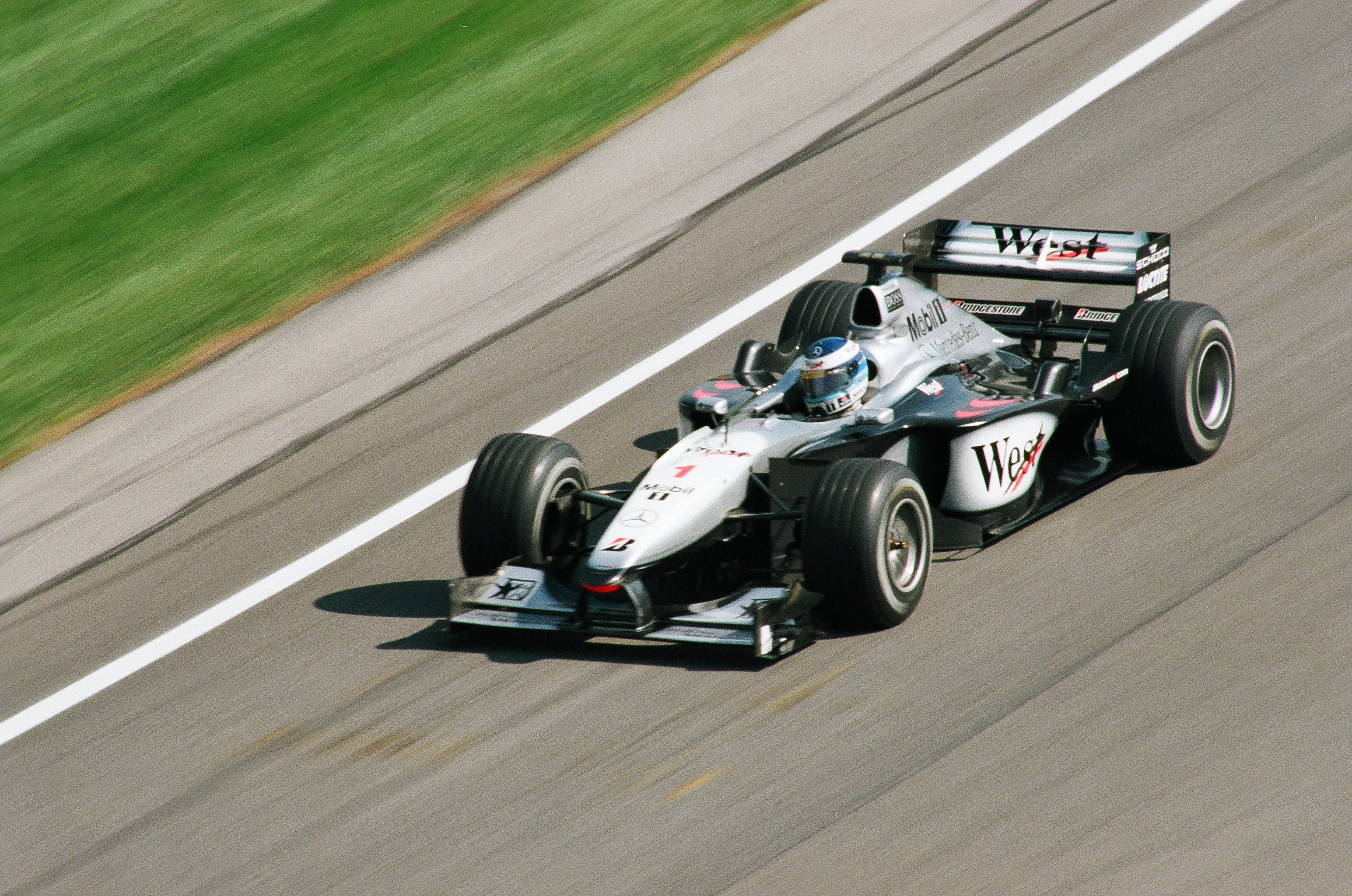
アメリカGPMP4-15を駆るミカ・ハッキネン

3連覇を狙うミカ・ハッキネンとデビッド・クルサードは5年目のコンビとなり開幕戦オーストラリアGPに臨んだが、昨年に続いてメカニカルトラブルで両者ともリタイアして、今シーズンも信頼性に不安を抱えたまま、スタートした。また、同GPでのスタートの速さについてフェラーリから抗議が出て、第4戦イギリスGPから電子制御系の新ルールが施行され、メルセデス・ベンツエンジンの燃費悪化に繋がり、柔軟なピットストップ作戦が取れなくなり、影響が大きかった。一方、フェラーリはマクラーレンとは違い、明確にミハエル・シューマッハをNo.1体制にして戦い、F1-2000の速さと信頼性で着実に勝ち星を上げ、ポイントを積み重ねていた。
MP4-15はMP4-14よりコントロールし易くなった為、クルサードもメカニカルトラブル1回・失格1回以外は完走する安定した走りをしたため、中盤戦はハッキネンよりポイント数を上回り、一時期シューマッハのライバルと見られていた。ハッキネンは第8戦カナダGP終了時点で、ポイントリーダーのシューマッハに最大24ポイント差をつけられていたが、シューマッハが第9戦フランスGPをメカニカルトラブルで、第10戦オーストリアGPと第11戦ドイツGPで接触事故による計3戦連続リタイアをしている間に、ハッキネンはクルサードと共にシューマッハとの差を縮めていた。第12戦ハンガリーGP開始時点では1位シューマッハが56ポイント、2位クルサードとハッキネンが54ポイントで同点、4位ルーベンス・バリチェロが46ポイントと鎬を削り合っている状況であった。ハンガリーGPと第13戦ベルギーGPでハッキネンが連勝し、第14戦イタリアGPでシューマッハが勝利し、ハッキネンが2位、クルサードとバリチェロは接触でリタイアし、タイトル争いはハッキネンとシューマッハ二人に絞られていた。
しかし第15戦アメリカGPでシューマッハが勝利し、ハッキネンは痛恨のエンジントラブルでリタイアし、シューマッハはハッキネンに8ポイント差をつけてポイントリーダーに返り咲いた。残り2戦でこの差が響き、ドライバーズタイトルとコンストラクターズタイトルをフェラーリに奪い取られた。

## スペック

### シャーシ
- シャーシ名 MP4-15
- モノコック カーボンファイバー・アルミハニカムコンポジット
- 全長 4,397 mm
- 全幅 1,795 mm
- 全高 959 mm
- ホイールベース 3,010 mm
- フロントトレッド 1,490 mm
- リアトレッド 1,405 mm
- ブレーキ ベンチレーテッドカーボンディスクブレーキ
- ホイール エンケイ 13インチ
- サスペンション (F/R)インボード式プッシュロッド／トーションバー
- ダンパー マクラーレン製
- ギアボックス 縦置きシーケンシャル7速セミオートマチック
- 無線 ケンウッド

### エンジン
- エンジン名 メルセデス・ベンツFO110J
- 気筒数・角度 V型10気筒・72度
- 燃料 モービル無鉛
- 潤滑油 モービル1
- シリンダーブロック アルミ鋳造ウェットライナー
- バルブ数 DOHC4バルブ/気筒
- 排気量 2,990cc
- 最大出力 …
- 制御システム TAG電子制御システム

シャーシ・エンジン・ダッシュボード・イグニッション・オルタネーターコントロール・センサー・データ解析及びテレメトリーシステムを管理

## 記録
- 数字は順位、太字はポールポジション、斜字はファステストラップ、Retはリタイア、DSQは失格、(key)

| 年   | No. | ドライバー | 1   | 2   | 3   | 4   | 5   | 6   | 7   | 8   | 9   | 10  | 11  | 12  | 13  | 14  | 15  | 16  | 17  | ポイント | ランキング |
| 年   | No. | ドライバー | AUS | BRA | SMR | GBR | EUR | ESP | MON | CAN | FRA | AUT | GER | HUN | BEL | ITA | USA | JPN | MAL | ポイント | ランキング |
| ---- | --- | ---------- | --- | --- | --- | --- | --- | --- | --- | --- | --- | --- | --- | --- | --- | --- | --- | --- | --- | -------- | ---------- |
| 2000 | 1   | ハッキネン | Ret | Ret | 2   | 2   | 1   | 2   | 6   | 4   | 2   | 1   | 2   | 1   | 1   | 2   | Ret | 2   | 4   | 162      | 2位        |
| 2000 | 2   | クルサード | Ret | DSQ | 3   | 1   | 2   | 3   | 1   | 7   | 1   | 2   | 3   | 3   | 4   | Ret | 5   | 3   | 2   | 162      | 2位        |

ドライバーズランキング
- ミカ・ハッキネン　2位　89ポイント
- デビッド・クルサード　3位　73ポイント